# Chowwara
Chowwara es una ciudad censal situada en el distrito de Ernakulam en el estado de Kerala (India). Su población es de 14933 habitantes (2011). Se encuentra a 27 km de Cochín y a 52 km de Thrissur.

## Demografía
Según el censo de 2011 la población de Chowwara era de 14933 habitantes, de los cuales 7366 eran hombres y 7567 eran mujeres. Chowwara tiene una tasa media de alfabetización del 93,77%, inferior a la media estatal del 94%: la alfabetización masculina es del 96,20%, y la alfabetización femenina del 91,41%.